# Зона 8 (район Милана)

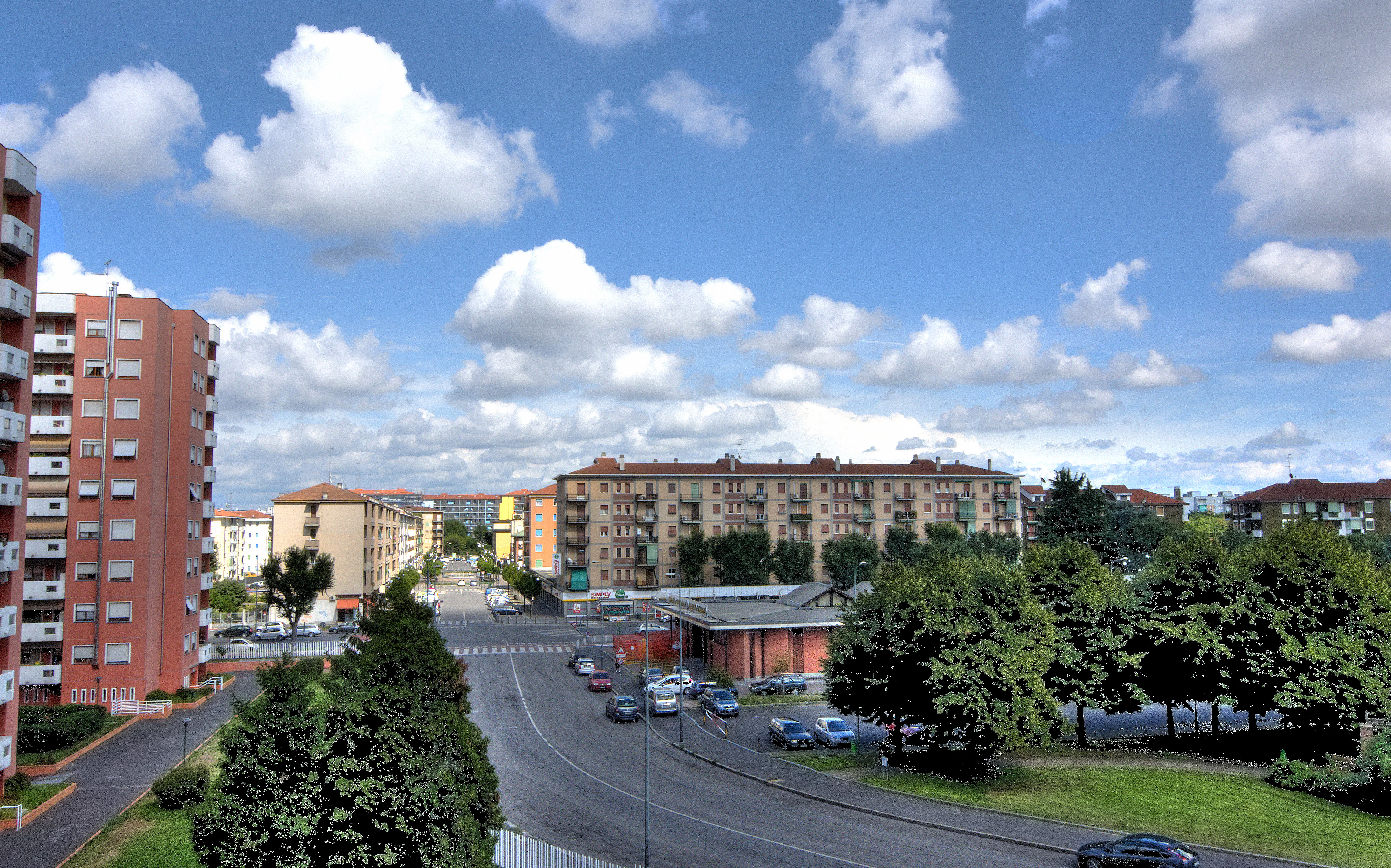
Квартал Куатро Оджиаро

Зона 8 — одна из девяти зон (городских районов) Милана.

## Внутреннее деление
Зона 8 включает в себя следующие кварталы: Porta Volta, Bullona, Ghisolfa, Fiera, Il Portello, Cagnola, Quartiere Campo dei Fiori, Villapizzone, Quartiere Varesina, Boldinasco, Garegnano, Musocco, Quarto Oggiaro, Vialba, Roserio, Cascina Triulza, Quartiere T.8 (или Q.T.8), Lampugnano, Quartiere Comina, Quartiere Gallaratese (I и II), Quartiere San Leonardo и Trenno. Основными являются 4 крупных квартала: Porta Volta, Fiera, Gallaratese и Quarto Oggiaro.

## Достопримечательности
- Fiera Milano — торгово-выставочный центр.
- Чайнатаун
- Cimitero Maggiore — главное городское кладбище.
- Монументальное кладбище (итал. Cimitero Monumentale), где находятся могилы Дж. Верди, А.Тосканини, А.Мандзони и других выдающихся личностей.

### Парки
- Parco Monte Stella
- Parco Pallavicino
- Parco ex Campo dei Fiori
- Parco di Villa Scheibler
- Parco del Portello
- Parco Verga.

## Транспорт
Станции Миланского метро:
- Линия M1:Amendola, Bonola, Lampugnano, Lotto, Molino Dorino, QT8, San Leonardo и Uruguay.

Железнодорожные станции:
- Quarto Oggiaro, Certosa и Villapizzone.